# Cynegetis impunctata
Espèce
Cynegetis impunctata est une espèce d'insectes coléoptères de la famille des coccinellidés.

## Description
Les adultes mesurent de 3 à 4,5 mm de long. Ils sont d'une forme arrondie et d'une couleur ocre. Ils n'ont généralement pas de points, mais certains spécimens en comportent ou sont d'une couleur plus foncée.

## Habitat
Les adultes et les larves sont herbivores et polyphages, ils se nourrissent notamment de Elymus repens, Arrhenatherum elatius et Phalaris arundinacea,.

## Distribution
On trouve cette espèce en Autriche, Belgique, Allemagne, Norvège, Pologne et en Suède et moins fréquemment dans d'autres pays,,. Jusqu'en 2012 cette espèce n'a pas été observée sur les îles Britanniques.